# Братство романистов
Братство романистов, Содружество романистов (нидерл. Confrérie van romanisten; Broederschap van Romanisten), или Гильдия католиков (нидерл. Katholieke Broederschap), — сообщество нидерландских художников, проживавших и работавших в Риме, организованное в Нидерландах и действовавшее в Антверпене с конца XVI до конца XVIII века. Братство объединяло художников, исповедовавших приоритет классического искусства Италии, главным образом римского классицизма XVI века эпохи Высокого Возрождения, отсюда термин «романизм». Братство способствовало закреплению классицистических тенденций в развитии искусства Северной Европы в эпоху, следующую за Северным Возрождением и нидерландским маньеризмом, а также открывало доступ в круг аристократических заказчиков и меценатов.

## История

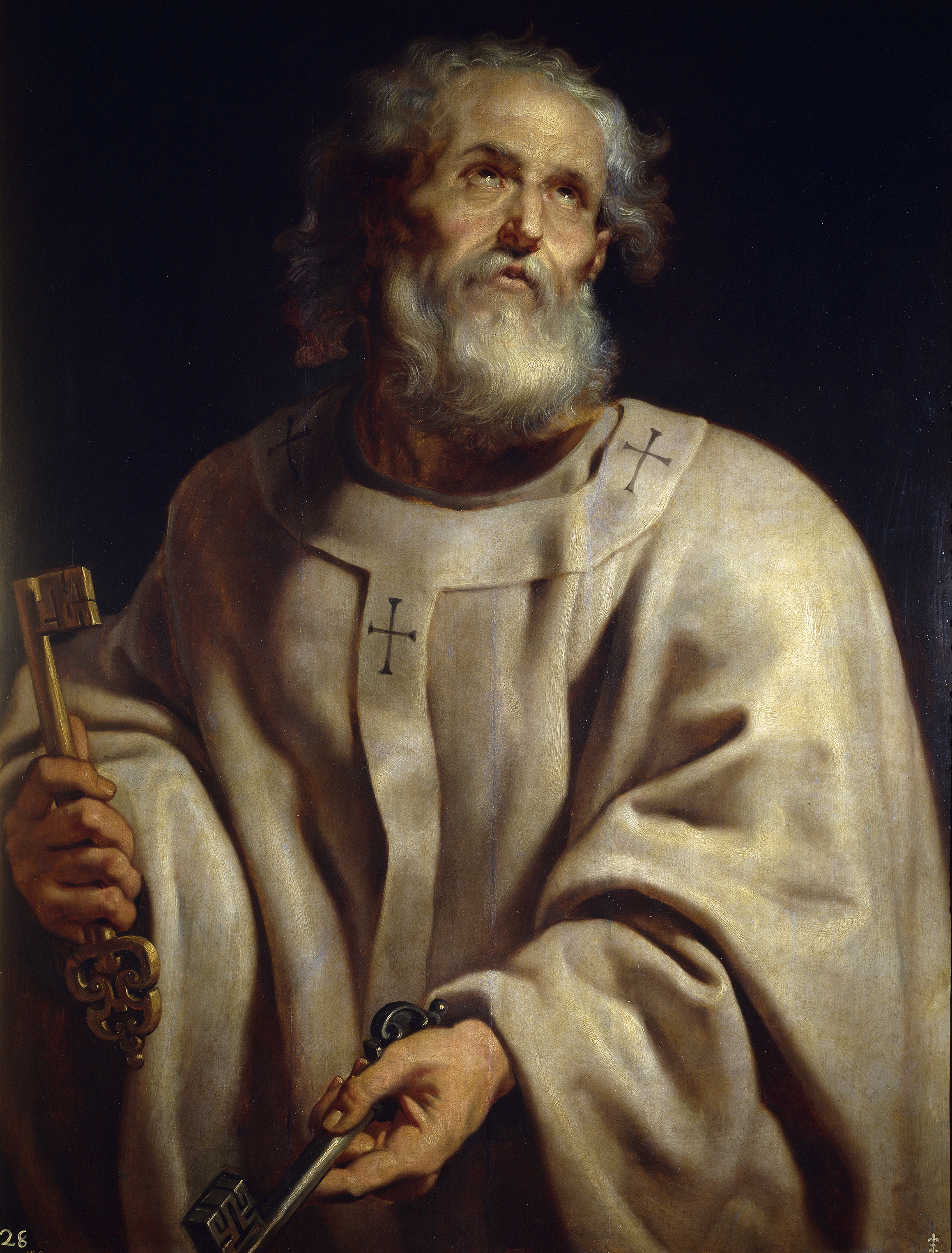
П. П. Рубенс. Апостол Пётр. Между 1610 и 1612. Дерево, масло. Прадо, Мадрид

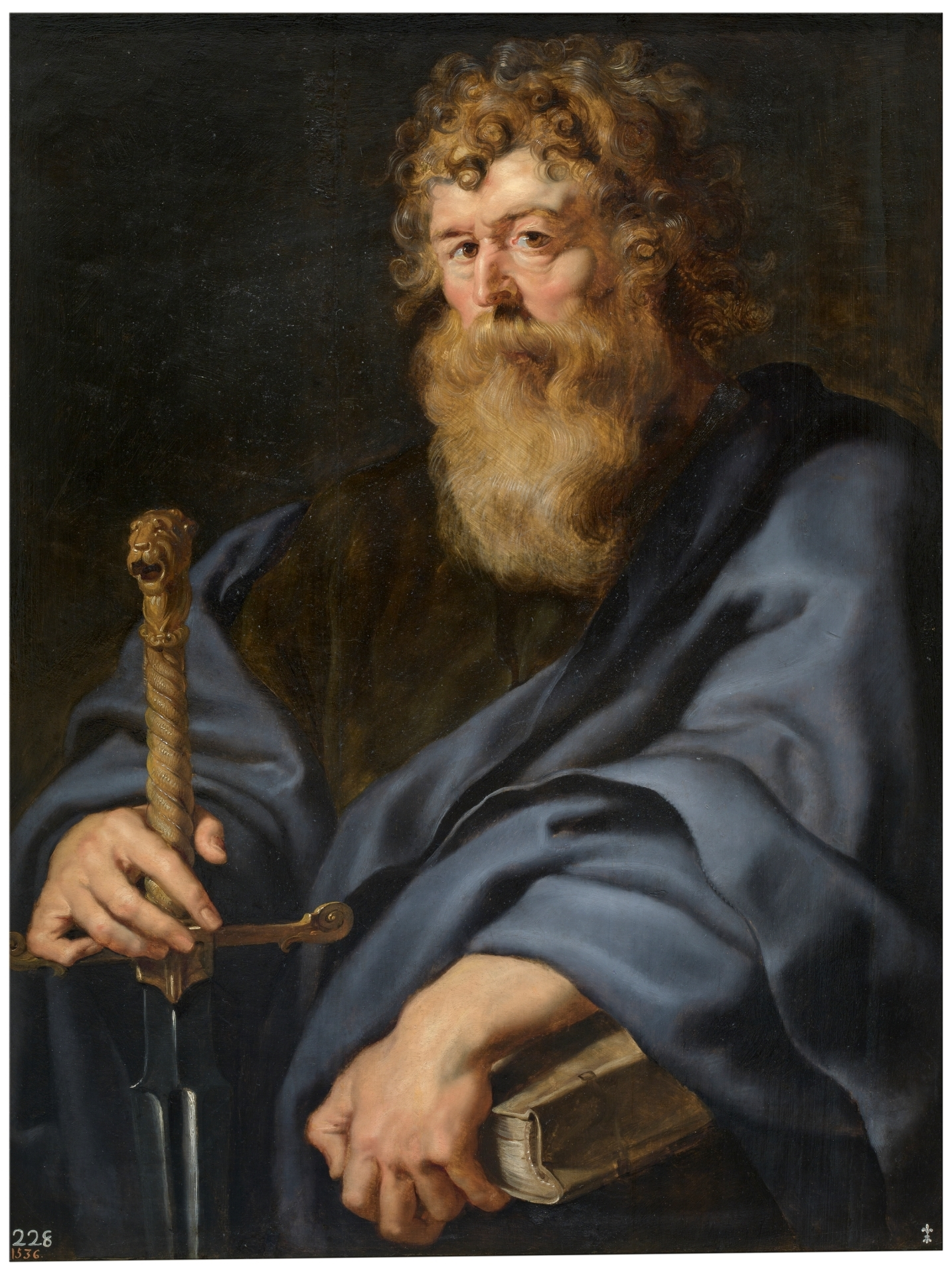
П. П. Рубенс. Апостол Павел. 1611. Холст, масло. Прадо, Мадрид

Братство было основано в 1572 году в соборе Антверпенской Богоматери «под покровительством Святых Петра и Павла», поэтому также было известно как «Братство Святых Петра и Павла» (Broederschap van de HH. Petrus en Paulus). Обязательным условием членства было посещение Рима. Это условие, по-видимому, строго соблюдалось. Чтобы стать членом гильдии, необходимо было посетить Рим, чтобы поддерживать традицию художников, принявших или поддерживавших католичество (отсюда третье название общества), традицию заложенную в Нидерландах первым из романистов Яном Госсартом.
В состав братства помимо художников входили каноники, преуспевающие торговцы, представители местной знати, городские старшины, члены городского совета, меценаты. Общее количество было ограничено двадцатью пятью членами, что придавало объединению элитарный характер. Ежегодно избирались деканы общества. «Почётным деканом» некоторое время был Питер Пауль Рубенс.
После 1680 года братство приходило в упадок. По финансовым причинам в 1681 году оно переместилось в церковь Святого Георгия в Антверпене, затем бездействовало в течение нескольких десятилетий. Возрождено в 1716 году, когда римским кардиналом были доставлены в церковь Святого Георгия «истинные и одобренные» мощи святых Петра и Павла. Братство было окончательно упразднено в 1785 году в период правления австрийского императора Иосифа II Габсбурга.

## Историческое значение Братства романистов
Роль братства в истории искусства была аналогична гильдиям живописцев Святого Луки в разных странах и обществу «Перелётные птицы» в Риме. Разнообразие членов предоставляло художникам хорошую возможность встретиться с потенциальными покровителями. Аналогичную роль социального посредничества играли палаты риторики и, в частности, «Violieren», которая была палатой риторики Антверпенской гильдии Святого Луки. Членство способствовало укреплению авторитета художников в обществе в целом, а также среди коллег, поскольку присоединиться к братству приглашали только самых известных мастеров. Определённую роль в укреплении братства способствовало учреждение ежегодного ужина для гурманов — «(h)eerlyck maeltyt» — с превосходными винами и сытной едой.

## Известные члены братства
- Мартен де Вос (соучредитель)
- Ян Брейгель Старший
- Герард Зегерс (декан в 1637 г.)
- Вацлав Кобергер
- Отто ван Веен (декан в 1606 г.)
- Абрахам Янсенс
- Хендрик ван Бален (декан в 1613 г.)
- Питер Пауль Рубенс (декан в 1613—1614 гг.)
- Франс Снeйдерс (декан в 1629 г.)
- Ян Фейт (декан в 1652 г.)
- Авраам Годейн (декан в 1723 г.)